# Vtáčkovce
Vtáčkovce (do roku 1948 Ptáčkovce, maďarsky Patacskő, romsky Vtačkovcis) jsou obec na Slovensku v okrese Košice-okolí. První písemná zmínka o obci pochází z roku 1427, kdy byla uvedena jako Pathay. V obci žije 1233, převážně romských, obyvatel (stav k 31.12. 2020). Obec se nachází ve východní části Košické kotliny v údolí potoka Trstianka. Obec leží 20 km SSZ od Košic.